# Eric Aubijoux
Eric Aubijoux (Royan, 8 december 1964 – Dakar, 20 januari 2007) was een Frans motorrijder. Hij nam zesmaal deel aan de Dakar-rally. Tijdens de editie van 2007 overleed hij door een ongeluk. Dit was het tweede fatale ongeval tijdens Dakar 2007. Het eerste ongeluk gebeurde elf dagen eerder en trof de Zuid-Afrikaanse motorrijder Elmer Symons.
Eric Aubijoux stierf tijdens de 14e en tevens voorlaatste etappe. Men dacht aanvankelijk dat hij stierf ten gevolge van een hartaanval. Na onderzoek herzag men deze conclusie en dacht men dat het toch een ongeluk moest zijn geweest. De verwarring ontstond doordat zijn motorfiets onbeschadigd was. Nu denkt men dat hij flauwviel, en toen voorover van zijn motorfiets is gevallen. Vervolgens is hij nooit meer bijgekomen. Men heeft hem uiteindelijk op een 18e plaats geclassificeerd in de einduitslag.